# Liga von Lezha

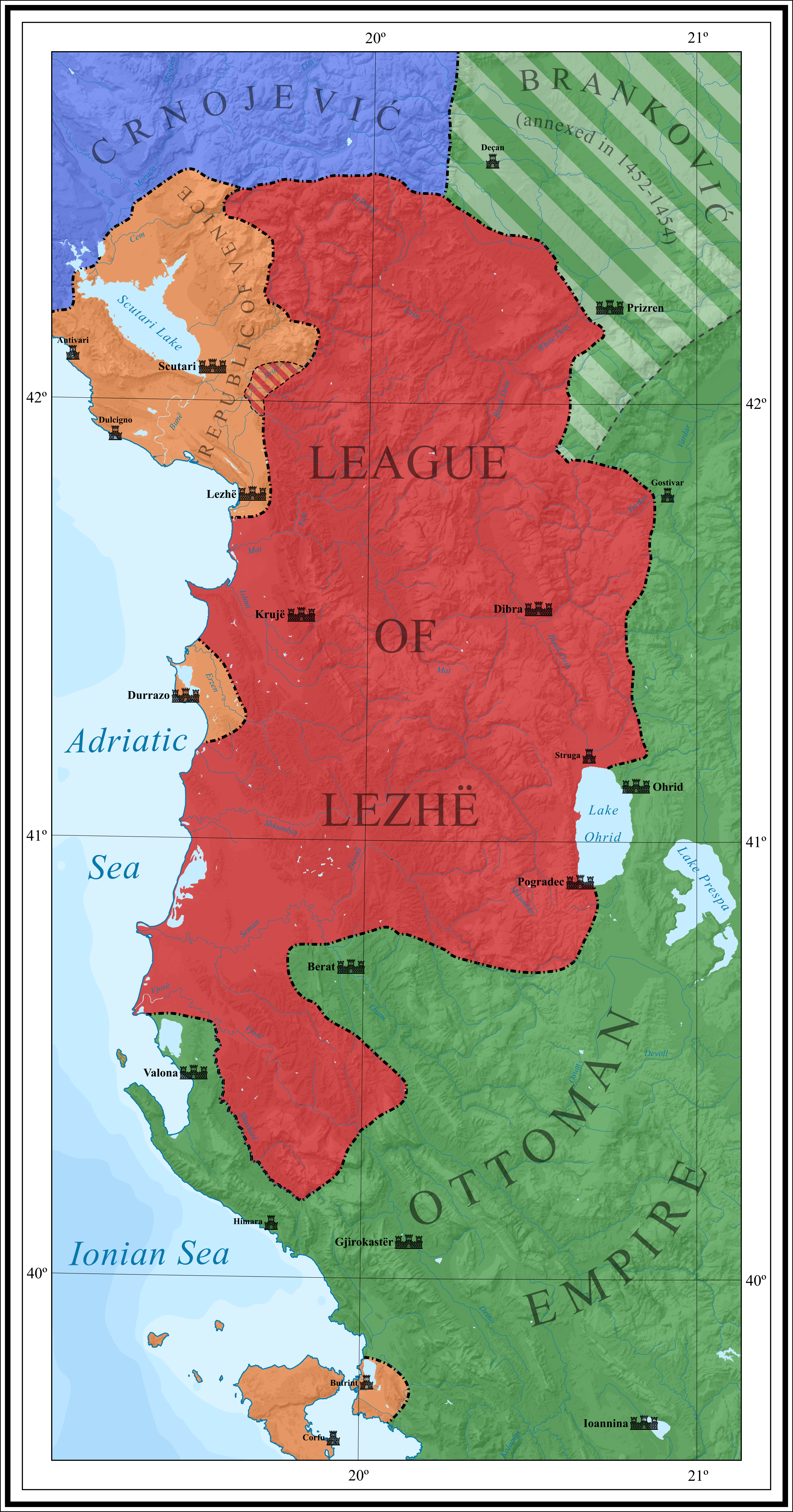
Vereinfachte Darstellung des Einflussgebiets der Liga unter Skanderbeg (1444–1468)

Die Liga von Lezha (albanisch Besëlidhja e Lezhës, manchmal auch Lidhja e Lezhës; lateinisch generalis concilium oder auch universum concilium) war ein am 2. März 1444 geschlossenes Verteidigungsbündnis mehrerer albanischer und montenegrinischer Fürsten gegen die Osmanen. Organisiert und angeführt wurde der Bund von Gjergj Kastrioti, genannt Skanderbeg, dem Fürsten von Kruja bzw. des Fürstentums Kastrioti. Zeitweise gehörten das Königreich Neapel, das Königreich Ungarn, die Republik Venedig und der Kirchenstaat zu den Unterstützern der Liga.
Mit der Zerschlagung von Shkodra, der letzten Festung der Liga, wurde das Bündnis 1479 aufgelöst und in der Folge besetzten die Osmanen Albanien für über 400 Jahre.

## Gründung

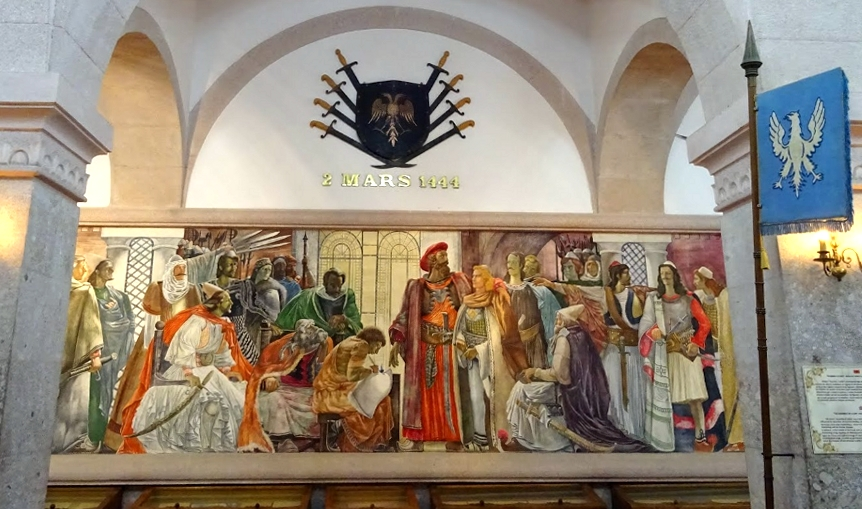
Liga von Lezha, Gemälde im Skanderbeg-Museum in Kruja

Am 2. März 1444 organisierte Skanderbeg in der damals unter venezianischer Herrschaft stehenden Stadt Lezha (italienisch Alessio) eine Zusammenkunft der wichtigsten regionalen Regenten. Die Biografen erwähnen Komino Araniti und Andreas Thopia mit seinen Söhnen Komino und Muzaki und seinem Neffen Tanush, ehemalige Besitzer Krujas, nun Herren auf Petrela. Mittelalbanien war durch mehrere Herren aus dem Geschlecht der Muzaka sowie durch Georg Strez Balšići vertreten. Aus dem Norden kamen Pal und Nikollë II. Dukagjini (Vater und Sohn), die Herren des Berglandes östlich von Lezha; Peter Span mit seinen Söhnen Leš, Božidar, Uroš und Mirko, Herren im Kirital bei Drivasto, die enge Beziehungen zum Amselfeld (im heutigen Kosovo) unterhielten, wo sie im Dienst der serbischen Despoten standen; und Lekë und Peter Dushmani, Herren über eine kleine Herrschaft nördlich des Mittellaufs des Schwarzen Drin. Anwesend waren auch Lekë Zaharia, der Burgherr von Dagnum, dessen Macht auch die umliegenden Dörfer umfasste, und Stefan Crnojević, Beherrscher Montenegros, mit seinen Söhnen Gojčin und Ivan.
Man kam überein, untereinander Frieden zu schließen und gemeinsam gegen die Osmanen zu kämpfen. Skanderbeg, der Führer des Hauses Kastrioti, wurde zum Heerführer des Bundes gewählt. Für weiterreichende politische Entscheidungen benötigte er aber die Zustimmung aller Bündnismitglieder.

## Kriegsverlauf

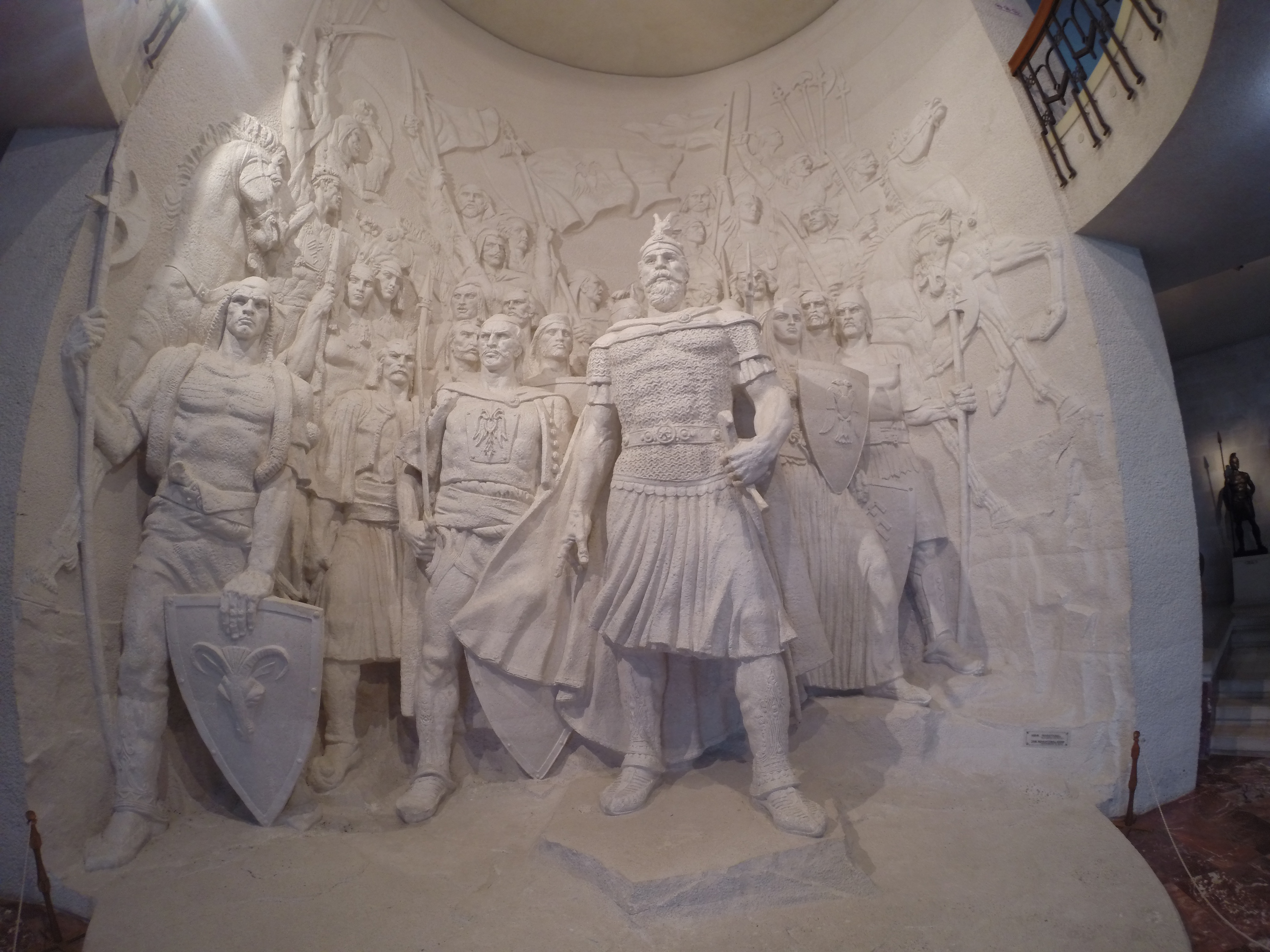
Die Liga von Lezha im Skanderbeg-Museum in Kruja

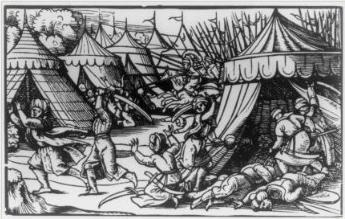
Albanischer Angriff auf ein osmanisches Lager in der Schlacht von Albulena.

1444 konnte Skanderbeg die Osmanen auf der Ebene von Torvioll (zwischen den heutigen Orten Librazhd und Pogradec) schlagen. Die Kunde über den Sieg der Christen über die Muslime verbreitete sich in Europa sehr schnell. Auch in den beiden folgenden Jahren gelangen der albanisch-zetischen Koalition Siege über die Osmanen. Am 14. Mai 1450 begann die erste Belagerung von Kruja, welche die Osmanen im Jahr darauf erfolglos abbrechen mussten. 1451 schloss Skanderbeg ein Bündnis mit dem Königreich Neapel; vorläufig erhielten die Albaner aber noch keine Hilfe von dort. 1452 wurden die Osmanen bei Mokra und Meçadi geschlagen. Nach dem Fall von Konstantinopel erhielten die Albaner finanzielle Hilfen aus Neapel und Venedig sowie auch vom Papst. Bis 1462 konnten Skanderbegs Truppen die Osmanen jedes Jahr schlagen, ohne deren Übermacht aber entscheidend zu schwächen. Jedes Jahr konnte der Sultan ohne Schwierigkeiten ein neues Heer schicken. Nur 1460 und 1463 unterbrachen Waffenstillstände die Kampfhandlungen. 1462 gelang es Skanderbeg, die bedeutende Stadt Ohrid einzunehmen.
1466 wurde die zweite Belagerung der Burg Kruja abgeschlagen. Die Osmanen gründeten jedoch südlich im Tal des Shkumbin die Festung Elbasan und setzten sich damit endgültig in Albanien fest. 1467 scheiterte eine dritte Belagerung von Kruja.
Bis 1468 konnte das etwa 10.000 Mann starke Heer Skanderbegs den Osmanen standhalten. Finanzielle Unterstützung erhielten die Albaner von Venedig sowie von den Königen Ungarns und Neapels. Nachdem Skanderbeg 1468 gestorben war, begann die Liga von Lezha zu zerfallen. In Anlehnung an die Venezianer setzten jedoch vor allem die Nordalbaner den Kampf gegen die Osmanen fort. Als das bis dahin venezianisch beherrschte Shkodra 1479 von den Osmanen eingenommen wurde, brach der Widerstand zusammen und das gesamte albanische Siedlungsgebiet wurde in das Osmanische Reich eingegliedert.

## Mitglieder der Liga von Lezha
Zu den Gründungsmitgliedern der Liga von Lezha zählten neben Skanderbeg:
- Lekë Zaharia (Herr von Sati und Dagnum) und seine zwei Vasallen, Pal  II. Dukagjini und sein Sohn Nikollë II. Dukagjini
- Lekë Dukagjini, Fürst von Dukagjini (ab 1464)[9]
- Pjetër Spani (Herr der Berge hinter Drisht) mit seinen Söhnen Bozhidar, Alessio e Hrvoje[10]
- Lekë Dushmani (Herr der Landschaft Pult)
- Đurađ Strezov, Gojko und Ivan Strezov Balšić (Herren von Misia)
- Andrea Thopia (Herr von Scuria) und sein Neffe Tanush Thopia
- Gjergj Arianiti
- Theodhor Koronë Muzaka
- Stefan Crnojević I. (Herr der oberen Zeta) und seine drei Söhne Ivan, Andrija und Božidar Crnojević

## Skanderbegs Kommandeure
- Gjergj Arianiti
- Nikollë II. Dukagjini, ging 1457 zu den Osmanen über
- Pal III. Dukagjini, ging 1457 zu den Osmanen über
- Moisi Arianit Golemi, ging 1457 zu den Osmanen über
- Hamza Kastrioti, Neffe Skanderbegs, ging 1457 zu den Osmanen über
- Vladan Jurica, Generalquartiermeister Skanderbegs
- Vrana Konti
- Peter Perlati
- Marin Spani
- Andrea Thopia
- Karl Muzaka Thopia
- Tanush Thopia II.

## Belagerungen und Schlachten

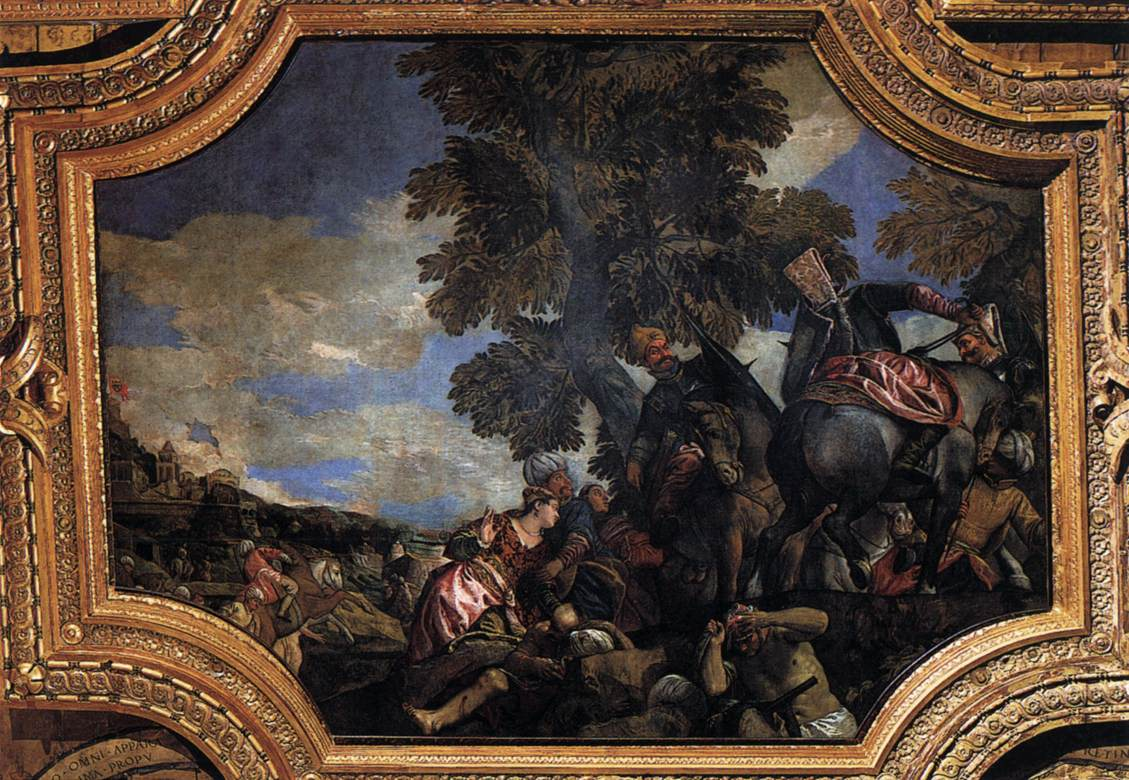
Paolo Veronese (1528–1588): Die Belagerung von Shkodra im Jahr 1478. Öl auf Leinwand, 1585, Dogenpalast.

1. Belagerung von Petrela (1443/1444)
2. Belagerung von Stelluzi (1443/1444)
3. Erste Belagerung von Svetigrad (1443/1444)
4. Schlacht von Torvioll (1444)
5. Schlacht von Mokra (1445)
6. Schlacht von Otoneta (1446)
7. Albanisch-Venezianischer Krieg (1447–1448)
8. Schlacht am Drin (1448)
9. Schlacht von Oranik (1448)
10. Zweite Belagerung von Svetigrad (1449)
11. Erste Belagerung von Kruja (1450)
12. Belagerung von Modrica (1452)
13. Schlacht von Mokra (1453)
14. Belagerung von Berat (1455)
15. Schlacht von Oranik (1456)
16. Schlacht von Albulena (1457)
17. Mazedonien-Feldzug (1462)
18. Mazedonien-Feldzug (1463)
19. Schlacht von Ohrid (1464)
20. Schlacht von Vajkal (1464)
21. Schlacht von Vajkal (1465)
22. Schlacht von Kashar (1465)
23. Zweite Belagerung von Kruja (1466)
24. Dritte Belagerung von Kruja (1467)
25. Vierte Belagerung von Kruja (1478)
26. Belagerung von Shkodra (1478)

## Ehrung

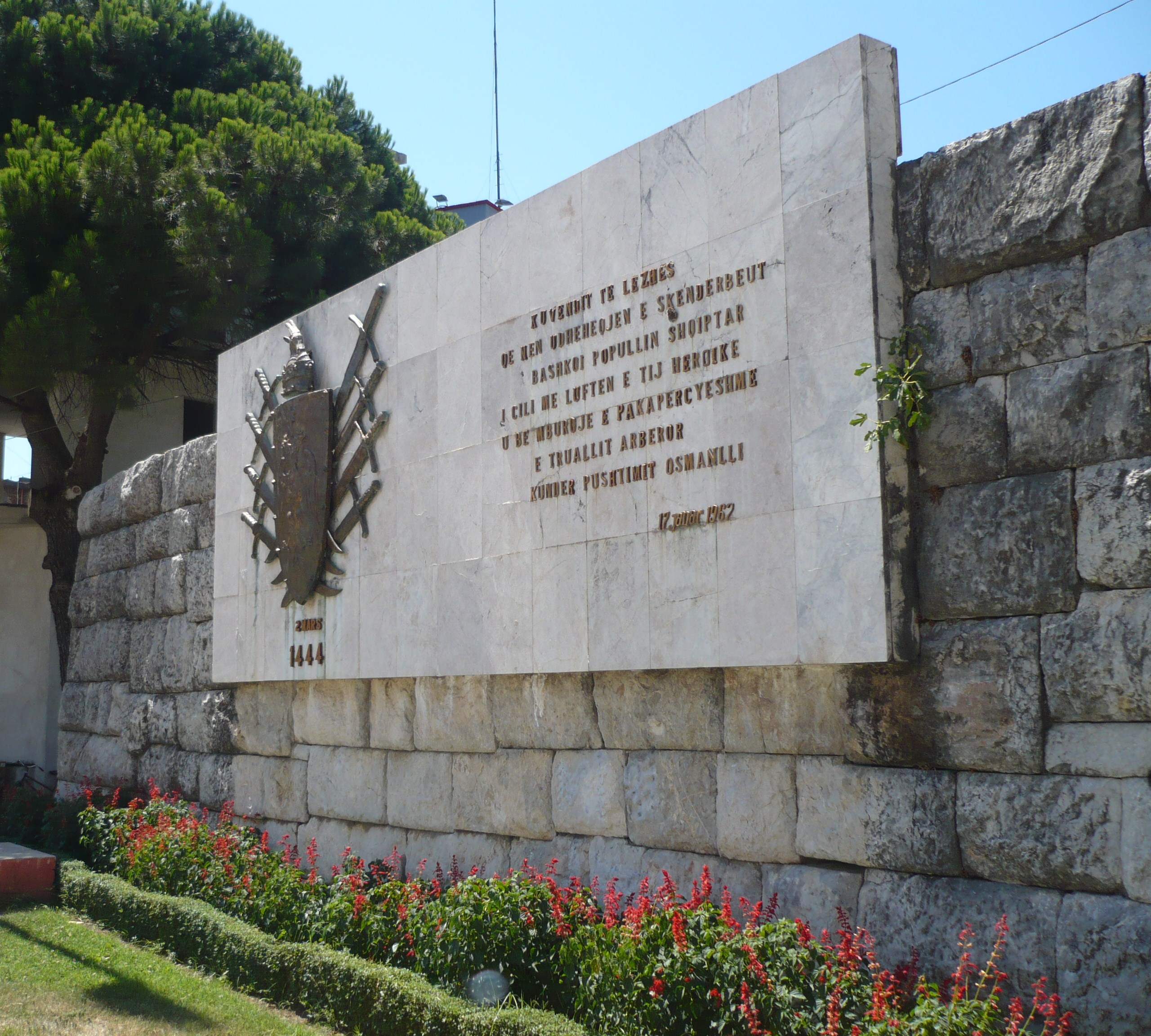
Gedenktafel zu Ehren der Liga beim Mausoleum Skanderbegs in Lezha

Die Liga von Lezha spielt zusammen mit Skanderbeg eine wichtige Rolle im Nationalgefühl der Albaner. Sie markiert deren ersten Versuch in der Geschichte, ein eigenständiges Staatsgebilde zu gründen und sich für eine Sache zusammenzuschließen. Auch wenn die Liga am Ende gegen die überlegenen Osmanen scheiterte, ist sie ein Symbol für nationale Ehre und Stolz bei vielen Albanern. Viele Straßen, Plätze und Institutionen in Albanien, Kosovo und Nordmazedonien sind heute nach der Liga benannt.
Auf den Ruinen der St. Nikolauskirche in Lezha – der Grabeskirche von Gjergj Kastrioti – wurde zu kommunistischer Zeit ihm und der Liga zu Ehren ein Denkmal errichtet.